# Словенський толар
Толар (словен. slovenski tolar) — колишня валютна одиниця Словенії з 1991 року по 1 січня 2007, коли було введено євро. Один толар складався зі 100 стотинів. Код валюти — SIT. Обмін на євро проводився за курсом 239,64 тол/євро.

## Походження назви
Назва толар походить від слова талер, що споріднене зі словом долар.
Оскільки словенська мова відрізняється наявністю двоїни, назва валюти в ній відмінюється так: 2 толари —2 tolarja, але 3 та 4 tolarji. Для більших чисел використовується форма множини родового відмінка tolarjev.

## Історія
Толар з'явився 8 жовтня 1991 року, прийшовши на заміну югославському динару, початково аналогічний йому за вартістю. 28 червня 2004 року курс толара був прив'язаний до євро в рамках системи ERM II, призначеної для керування курсами європейських валют.

### Заміна на євро

Графік валютного курсу відносно євро з 1999 по 2006 рік (кількість толарів за 1 євро)

1 січня 2007 толар було замінено на євро, власні монети для якого випускаються Словенією, як і в усіх державах Єврозони.
Процес переходу на євро проходив у Словенії інакше, ніж під час першого етапу EMU. Постійний курс обміну було встановлено 11 липня 2006 року на рівні 239,64 толарів за євро. Протягом першої хвилі переходу до нової валюти цей період тривав лише один день (31 грудня 1998 року було зафіксовано курси валют, а з 1 січня 1999 дозволялися безготівкові розрахунки в євро). Також під час першого етапу був трирічний перехідний період (1999—2001), коли дозволялися безготівкові розрахунки і в євро, і в місцевій валюті — у Словенії такого періоду не було. Толар використовувався для всіх типів розрахунків до 31 грудня 2006, а з 1 січня 2007 можна було використовувати тільки євро. Єдиним винятком були готівкові платежі, для яких до 14 січня дозволялося використовувати толари, проте решта видавалася в євро.

## Монети та банкноти
Номінали монет, що з'явилися 1992 року, становили 10, 20 та 50 стотинів, 1, 2 та 5 толарів. У 2000 році додалися 10 толарів, у 2003 — 20 та 50. Лицьова сторона мала викарбувану вартість, на зворотній зображувалися представники словенської фауни.
Перші банкноти, випущені 8 жовтня 1991 року, були тимчасовим засобом для здійснення платежів, мали вартість 0.5, 1, 2, 5, 10, 50, 100, 200, 500, 1000 та 5000 толарів. На всіх них було зображення бджоли з одного боку та Триглава, найвищої гори Словенії, з іншого. Наступного року Банк Словенії випустив нові банкноти (10, 20, 50, 100, 200, 500, 1000, 5000, 10 000 толарів) із зображеннями видатних словенських діячів.